# Dick's Picks Volume 10
Dick's Picks Volume 10 je koncertní trojalbum skupiny Grateful Dead. Jedná se o desáté pokračování série Dick's Picks. Album bylo nahráno ve dnech 29.–30. prosince 1977 v Winterland Ballroom v kalifornském San Franciscu.

## Seznam skladeb
| Disk 1 | Disk 1               | Disk 1           | Disk 1 |
| Pořadí | Název                | Autor            | Délka  |
| ------ | -------------------- | ---------------- | ------ |
| 1.     | Jack Straw           | Hunter, Weir     | 7:05   |
| 2.     | They Love Each Other | Hunter, Garcia   | 7:44   |
| 3.     | Mama Tried           | Haggard          | 3:48   |
| 4.     | Loser                | Hunter, Garcia   | 8:29   |
| 5.     | Looks Like Rain      | Barlow, Weir     | 8:38   |
| 6.     | Tennessee Jed        | Hunter, Garcia   | 9:09   |
| 7.     | New Minglewood Blues | trad., arr. Weir | 6:05   |
| 8.     | Sugaree              | Hunter, Garcia   | 14:18  |
| 9.     | Promised Land        | Berry            | 4:35   |

| Disk 2 | Disk 2              | Disk 2                    | Disk 2 |
| Pořadí | Název               | Autor                     | Délka  |
| ------ | ------------------- | ------------------------- | ------ |
| 1.     | Bertha              | Hunter, Garcia            | 7:20   |
| 2.     | Good Lovin'         | Clark, Resnick            | 6:50   |
| 3.     | Playing in the Band | Hunter, Hart, Weir        | 15:48  |
| 4.     | China Cat Sunflower | Hunter, Garcia            | 5:39   |
| 5.     | I Know You Rider    | trad., arr. Grateful Dead | 5:27   |
| 6.     | China Doll          | Hunter, Garcia            | 7:24   |
| 7.     | Playing Jam         | Hart, Weir                | 1:40   |
| 8.     | Drums               | Hart, Kreutzmann          | 2:39   |
| 9.     | Not Fade Away       | Holly, Petty              | 10:05  |
| 10.    | Playing in the Band | Hunter, Hart, Weir        | 4:48   |

| Disk 3         | Disk 3            | Disk 3               | Disk 3 |
| Pořadí         | Název             | Autor                | Délka  |
| -------------- | ----------------- | -------------------- | ------ |
| 1.             | Terrapin Station  | Hunter, Garcia       | 10:29  |
| 2.             | Johnny B. Goode   | Berry                | 4:36   |
| 3.             | Estimated Prophet | Barlow, Weir         | 10:46  |
| 4.             | Eyes of the World | Hunter, Garcia       | 15:25  |
| 5.             | St. Stephen       | Hunter, Garcia, Lesh | 9:18   |
| 6.             | Sugar Magnolia    | Hunter, Weir         | 9:53   |
| Celková délka: | Celková délka:    | Celková délka:       | 197:59 |

## Sestava
- Jerry Garcia – sólová kytara, zpěv
- Bob Weir – rytmická kytara, zpěv
- Phil Lesh – basová kytara
- Keith Godchaux – klávesy
- Donna Jean Godchaux – zpěv
- Mickey Hart – bicí
- Bill Kreutzmann – bicí